# Andrejs Prohorenkovs
Andrejs Prohorenkovs (ros. Андрей Алексеевич Прохоренков, Andriej Alieksijewicz Prohorienkow; ur. 5 lutego 1977 w Ogre, zm. 1 maja 2025) – łotewski piłkarz ukraińskiego pochodzenia występujący na pozycji pomocnika lub napastnika, reprezentant Łotwy w latach 2002–2007.

## Kariera
Wystąpił w 32 meczach reprezentacji swojego kraju zdobywając 4 bramki. Zadebiutował w kadrze narodowej w roku 2002 w meczu przeciwko Polsce i wziął udział w mistrzostwach Europy w roku 2004.

## Życie prywatne
Prohorenkovs posiadał pochodzenie ukraińskie. Pod koniec 2024 roku zdiagnozowano u niego nowotwór złośliwy, co doprowadziło do jego śmierci 1 maja 2025.

## Sukcesy
Maccabi Tel Awiw
- mistrzostwo Izraela: 2002/03

Metalurgs Lipawa
- mistrzostwo Łotwy: 2009